# آزر صلاح‌لی
آزر صلاح‌لی (ترکی آذربایجانی: Azər Vəlhəd oğlu Salahlı؛ زادهٔ ۱۱ آوریل ۱۹۹۴) بازیکن فوتبال اهل جمهوری آذربایجان است.
از باشگاه‌هایی که در آن بازی کرده‌است می‌توان به باشگاه فوتبال قره‌باغ اشاره کرد.
وی همچنین در تیم‌های ملی فوتبال زیر ۲۱ سال جمهوری آذربایجان و جمهوری آذربایجان بازی کرده‌است.